# Archibaldo Burns
Pour les articles homonymes, voir Burns.
Archibaldo Burns (né le 7 avril 1914 à Mexico et mort dans la même ville le 24 janvier 2011) est un réalisateur, scénariste et producteur mexicain de cinéma.

## Filmographie
Comme réalisateur
- 1959 : Perfecto luna
- 1967 : Juego de mentiras
- 1967 : Un agujero en la niebla
- 1977 : Juan Pérez Jolote
- 1977 : El reventón
- 1981 : Oficio de tinieblas

Comme scénariste
- 1959 : Perfecto luna
- 1967 : Juego de mentiras
- 1977 : Juan Pérez Jolote
- 1977 : El reventón

Comme producteur
- 1967 : Juego de mentiras

Comme monteur
- 1959 : Perfecto luna